# Solomonophila melanops
Solomonophila melanops är en fjärilsart som beskrevs av Eduard Rosenstock. Solomonophila melanops ingår i släktet Solomonophila och familjen mätare. Inga underarter finns listade i Catalogue of Life.